# مرموط أشيب
مرموط أشيب (الاسم العلمي:Marmota caligata) (بالإنجليزية: hoary marmot)‏ هو نوع من الحيوانات يتبع جنس المرموط من فصيلة سنجابية.